# Osuszkowate
Osuszkowate (Elmidae) – rodzina chrząszczy z podrzędu wielożernych i nadrodziny otrupków.

## Zasięg występowania
Przedstawiciele osuszkowatych są szeroko rozpowszechnieni na świecie. W Polsce stwierdzono 19 gatunków

## Biologia i ekologia
Gatunki z tej rodziny spotykane są pospolicie różnorodnych siedliskach związanych z płynącą wodą. Zwykle żyją na dnie, jednak większość przedstawicieli Larainae występuje na pokrytych warstwą wody kamieniach i detrytusie tuż nad jej powierzchnią. Żywią się detrytusem, glonami, oraz mchami.

## Systematyka
Osuszkowate dzielą się na dwie podrdziny:
- Elminae
- Larainae

## Znaczenie dla człowieka
Gatunki należące do tej rodziny są gatunkami wskaźnikowymi czystości wód.